# Engayrac
Engayrac är en kommun i departementet Lot-et-Garonne i regionen Nouvelle-Aquitaine i sydvästra Frankrike. Kommunen ligger i kantonen Beauville som tillhör arrondissementet Agen. År 2022 hade Engayrac 159 invånare.

## Befolkningsutveckling
Antalet invånare i kommunen Engayrac
| Referens: INSEE |